# Sophia Vari
 (août 2019).
Si vous disposez d'ouvrages ou d'articles de référence ou si vous connaissez des sites web de qualité traitant du thème abordé ici, merci de compléter l'article en donnant les références utiles à sa vérifiabilité et en les liant à la section « Notes et références ».
Sophia Vari (en grec moderne : Σοφία Βάρη), née Sophia Canellopoulou (Σοφία Κανελλοπούλου) à Vari (Grèce) en 1940 et morte le 5 mai 2023 à Monaco,, est une artiste grecque, peintre et sculptrice de statues monumentales polychromes.

## Biographie
Sophia Vari est née de père grec et de mère hongroise. 
En 1992, elle dirige un atelier à Paris, y donne des cours de dessins où elle forme Patricia Avellan, Laetitia le Tourneur d'Ison - Disone...

### Famille
Sophia Vari est l'épouse du sculpteur Fernando Botero avec qui elle vit et travaille à Paris en France et à Pietrasanta près de Lucques en Toscane.

## Style
De monochrome, ses statues monumentales deviennent, à partir des années 1990, polychromes, en bronze patiné avec  certaines des surfaces peintes de couleurs unies.

## Œuvres

### Peintures
- Lemon
- Female figure

### Sculptures
- Couple
- Et Ton Corps Se Penche Et S'allonge Comme U...
- Les Nénuphars
- Les Amants
- L'astrolabe (1997)
- Femme Au Chapeau
- La-haut, Rien Ne Bouge
- Double Épée
- Nudes
- Ombres nostalgiques
- Éternité secrète
- Ailes du charbon
- Crime passionnel

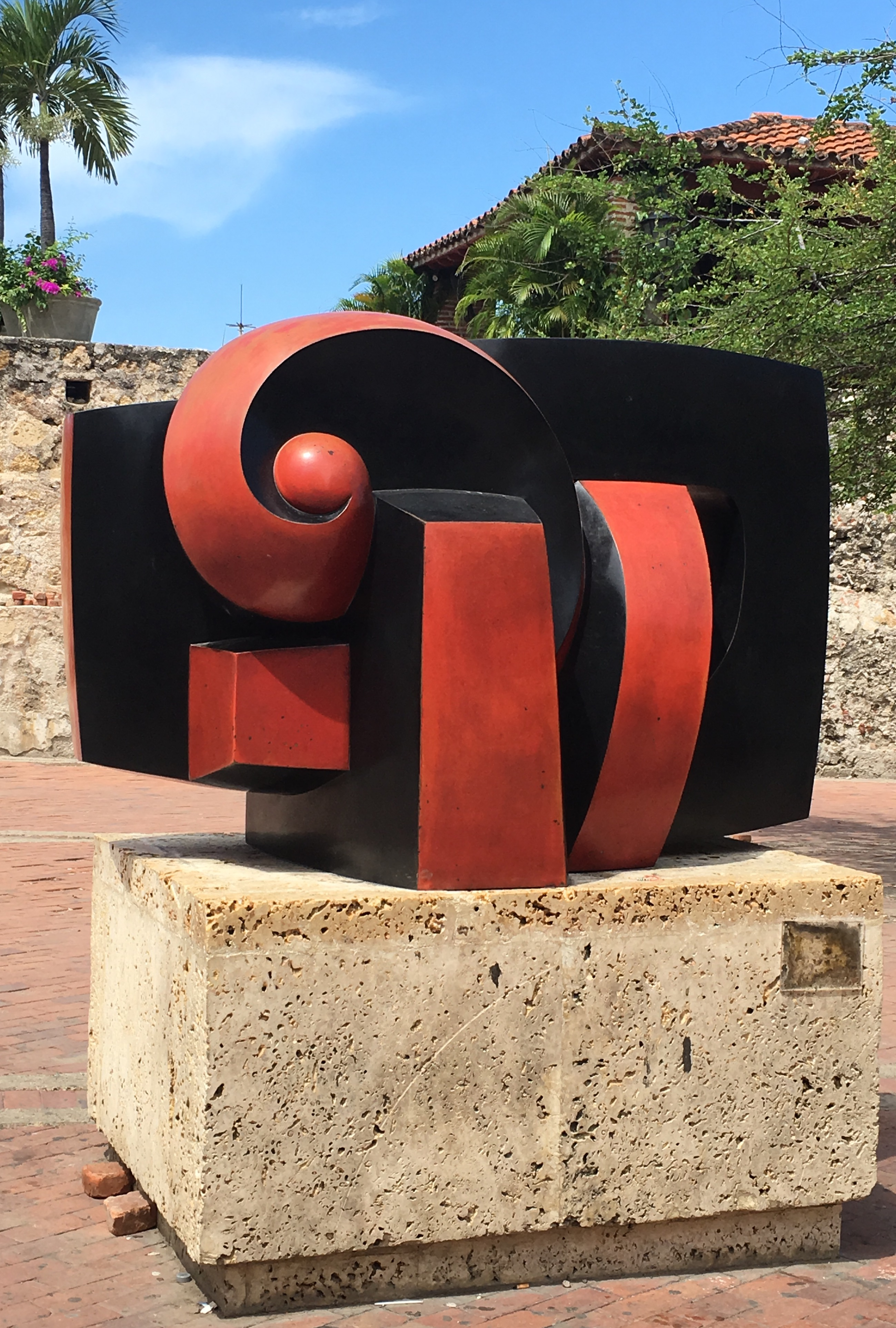
La Toute Petite or La Pequeñita (1997)
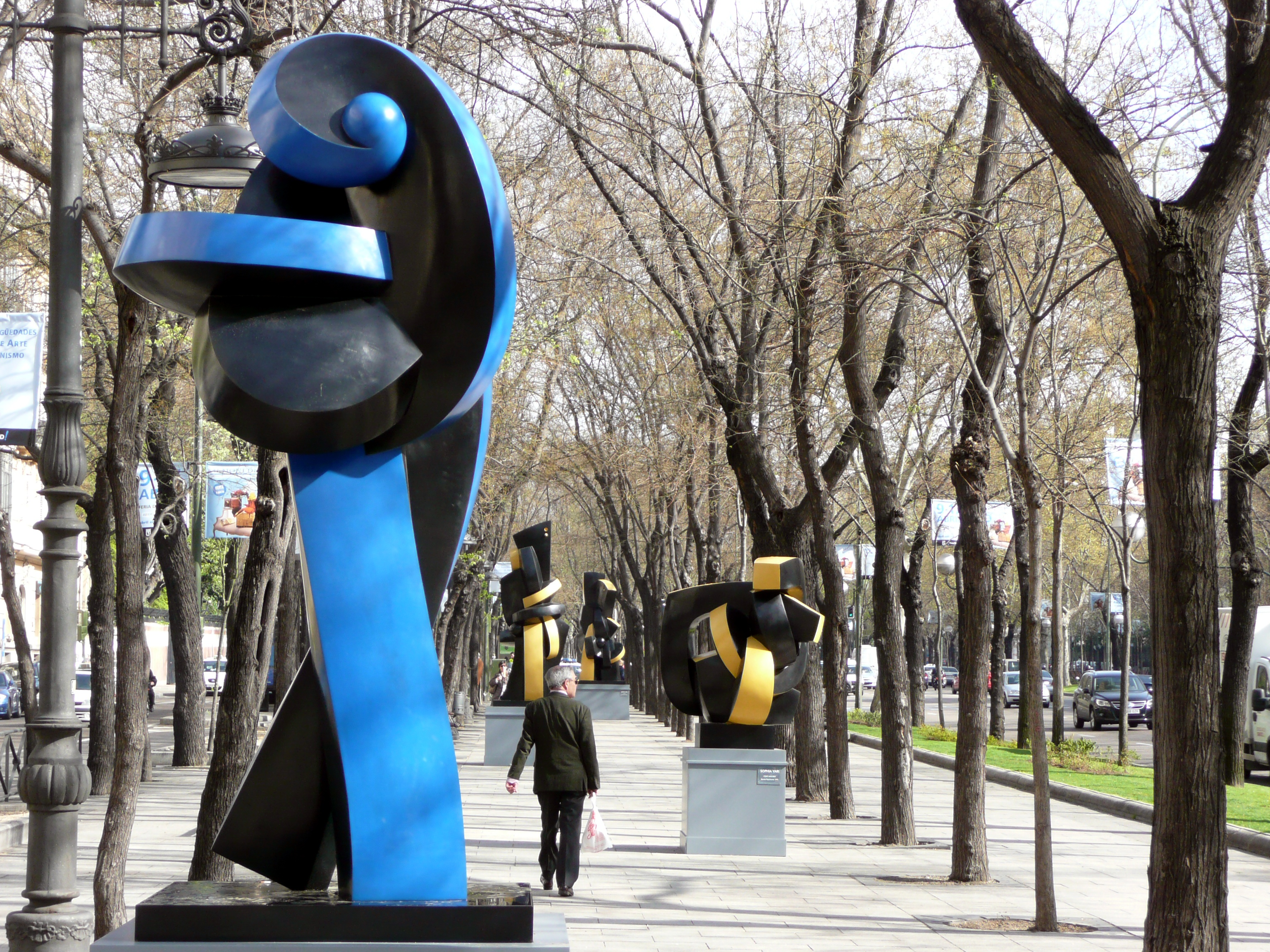
Paseo de Recoletos.
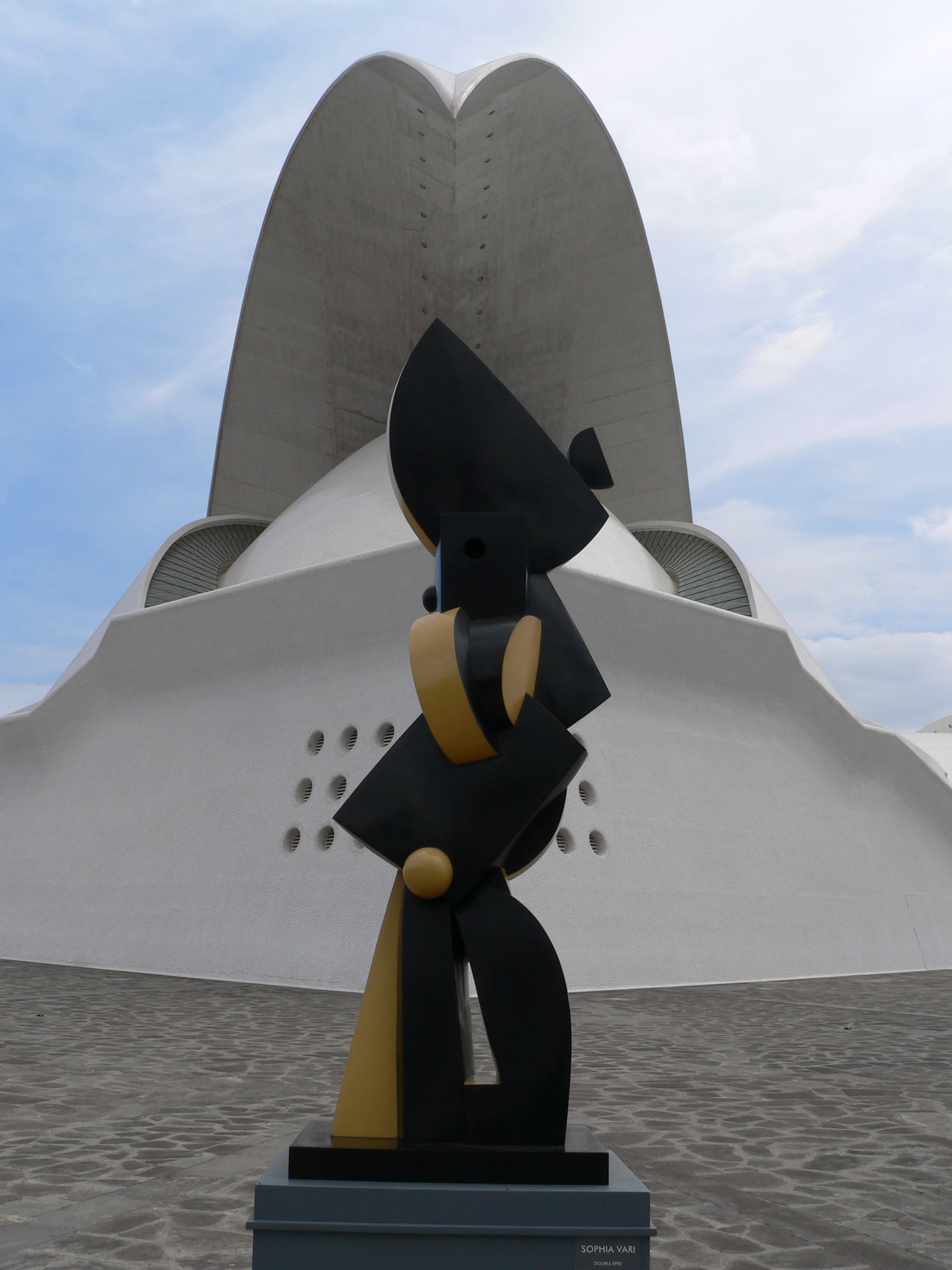

## Expositions

### Individuelles
- 1999	 
  - Polychrome Sculpture, Arij Gasiunasen Gallery, Palm Beach, Floride
  - Pièce Unique, Paris
  - Paris, École des Beaux-Arts, Paris
- 2000	
  - Palazzo Bricherasio, Turin, Italie
  - Nohra Haime Gallery, New York
  - Kotzia Square, Monumental Sculpture Athènes, Grèce
  - FIAC- Piece Unique, Paris
  - Pièce Unique, Paris
- 2001	
  - Boca Raton Museum of Art, Boca Raton, Floride
  - Ludwig Museum, Sophia Vari: Monumental Sculpture and Assemblages Kombletz, Allemagne
  - Liechtentaler Allee at Augustaplatz, Sophia Vari: Open-Air Monumental Sculpture, Baden-Baden, Allemagne
  - Frank Pages Art Galerie: Recent Works Baden-Baden, Allemagne
  - Rue de la Constitution, Sophia Vari: Monumental Sculpture Genève, Suisse
  - UBS, Assemblages, Genève
  - Nohra Haime Gallery, Major Recent Sculptures, New York
  - Salon de Mars, Genève, Suisse
- 2002	
  - Palazzo Vecchio and Piazza della Signoria, Sophia Vari: Monumental Sculpture, Florence, Italie
  - Piece Unique, Paris
  - Piece Unique Variations, Paris
- 2003	
  - City of Pietrasanta, Pietrasanta, Italie
  - Nohra Haime Gallery: Nevelson – Vari : A Dialogue
- 2004 
  - Nohra Haime Gallery, Sculptures and Watercolors, New York

### Collectives
- 1992 
  - Sala Gaspar Galeria d'Art, Barcelone, Espagne
  - Galleria d'arte Il Gabbiano, Rome, Italie
- 1994 Galleria d'arte Il Gabbiano, Rome, Italie 
  - Nohra Haime Gallery, New York
- 1995 
  - Fondation Veranneman, Kruishoutem
  - Nohra Haime Gallery, New York
- 1996 
  - Salon de Mars, Sculptures et papiers sur toile, Nohra Haime Gallery, Paris
- 1997	
  - Retrospective Exhibition, Butler Art Institute, Youngstown, Ohio
  - Nohra Haime Gallery, Assemblages on Canvas, New York
  - Frank Pages Art Galerie, Sculptures and Assemblages, Baden-Baden, Allemagne
  - Studio D’Arte La Subbia,  Sculture & Assemblages su tela,  Pietrasanta, Italie
  - Naila de Monbrison, Bijoux, Paris
- 1998	 
  - The Art Show, Nohra Haime Gallery, Sculpture, Seventh Regiment Armory, New-York
  - Ulrich Art Museum, Wichita, Kansas
  - Nohra Haime Gallery, Polychrome Sculpture,  New York
  - Galleria Terzo Millennio, Bijoux, Milan, Italie

### Autres participations
- The Queen of Sheba; Art and Legends from Yemen,  Palazzo Bricherasio, Turin, 27 septembre  2000 au 7 janvier 2001, avec les contributions de Vittorio Sgarbi et de Sofia Vari.
- Nicosia Municipal Arts Center (1994)